# Diaspis diacanthi
Diaspis diacanthi är en insektsart som beskrevs av Charles E. Rungs 1942. Diaspis diacanthi ingår i släktet Diaspis och familjen pansarsköldlöss.
Artens utbredningsområde är Marocko. Inga underarter finns listade i Catalogue of Life.